# Kiryū
Kiryū (jap. 桐生市) és una ciutat de la prefectura de Gunma, al centre de Honshū, l'illa principal del Japó. Es troba a uns 110 km al nord de Tòquio.
Tradicionalment, la principal indústria de la ciutat durant el segle xx era la fabricació de teixits de seda per a l'exportació. La industria dedicada a la fabricació de raió es va desenvolupar després de la Segona Guerra Mundial, durant el període de reconstrucció industrial. A la ciutat també hi ha la seu de la Mitsuba Corporation, la principal fabricant de peces d'automoció del país.

## Ciutats adjacents
- Prefectura de Gunma 
  - Maebashi
  - Isesaki
  - Numata
  - Ota
  - Midori
  - Fujimi
- Prefectura de Tochigi
  - Ashikaga
  - Sano